# Eriospermum erinum
Eriospermum erinum är en sparrisväxtart som beskrevs av Pauline Lesley Perry. Eriospermum erinum ingår i släktet Eriospermum och familjen sparrisväxter. Inga underarter finns listade i Catalogue of Life.